# John de Mol sen.

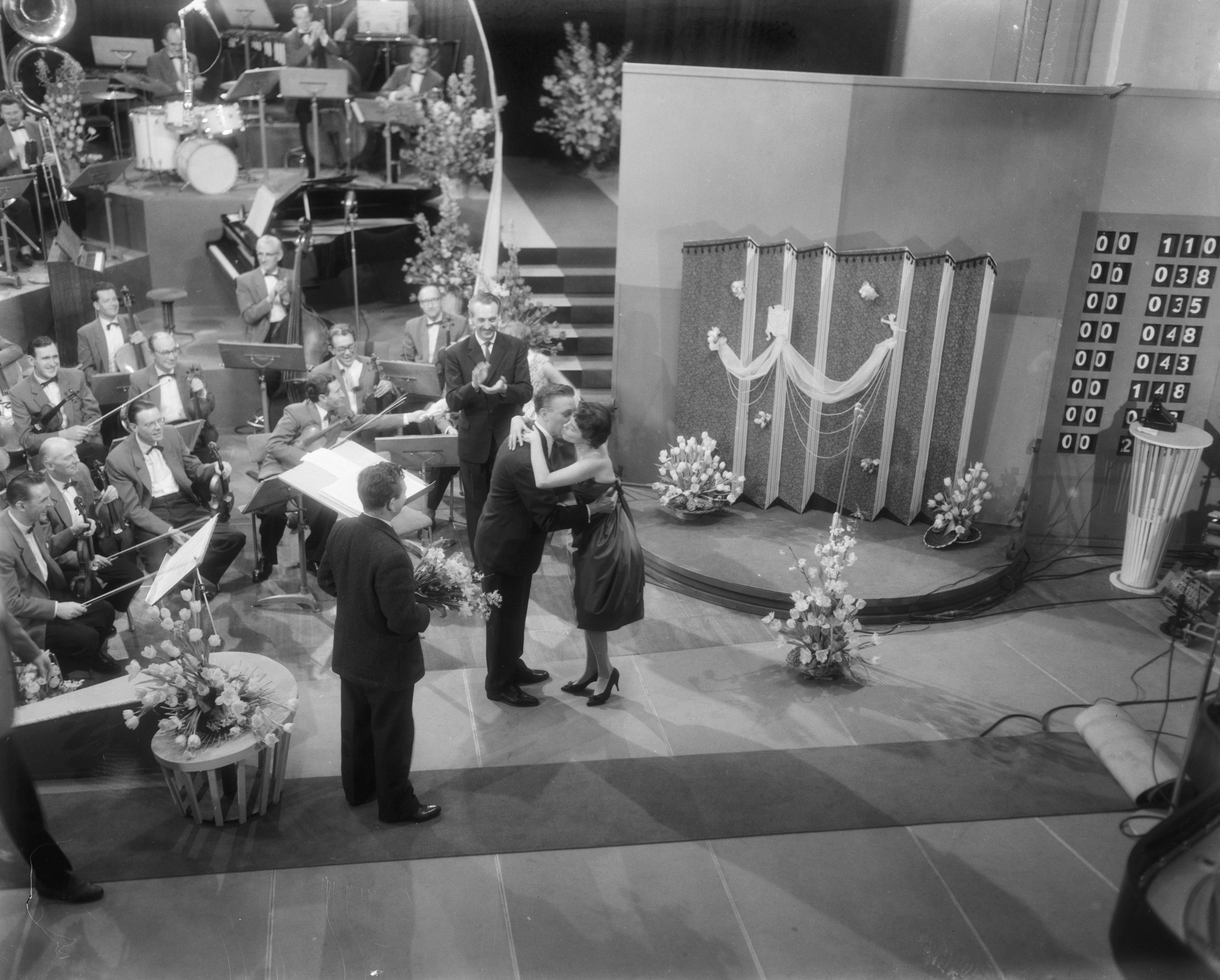
John de Mol gratuliert Teddy Scholten, 1959

Johannes Hendrikus (John) de Mol sr. (* 28. September 1931 in Den Haag; † 27. September 2013 in Laren) war ein niederländischer Sänger und Musikunternehmer.

## Leben
John de Mol war der Sohn des Akkordeonisten und Orchesterleiters John de Mol, der in den 1930er Jahren in der niederländischen Musikindustrie unter anderem mit Eddy Christiani Erfolge feierte.
De Mol war ein niederländischer Sänger, der als „der niederländische Frank Sinatra “ bekannt wurde. Der Zeitschrift Tuney Tunes zufolge hatte er eine gute Stimme, einen hervorragenden Stil und eine coole Technik. Einer seiner größten Hits war das Lied „El Paso“, eine Übersetzung eines Liedes von Marty Robbins. 1959 gewann er zusammen mit Teddy Scholten das National Song Festival mit dem Lied „Een beetje“, aber die Fachjury entschied sich für Teddy Scholtens Solodarbietung.
Nach seiner musikalischen Karriere gründete De Mol 1962 die Conamus Foundation, um die Interessen niederländischer Künstler zu vertreten. 1964 begann er als Vertreter des Musikverlags Strengholt. 1987 gründete er als Direktor von Conamus die Akademie für Unterhaltungsmusik. Anfang der 1970er Jahre leitete De Mol den Offshore-Radiosender Radio Noordzee Internationaal (RNI).
Er war der Vater des Medienmagnaten und Talpa -Gründers John de Mol jr. und der Moderatorin und Schauspielerin Linda de Mol sowie der Großvater des Schauspielers und Moderators Johnny de Mol.
Seinen Kindern John und Linda zufolge wuchsen sie mit der Lebenslektion auf, dass es egal sei, was sie täten, solange sie die Besten seien.
Am 27. September 2013 starb De Mol nach langer Krankheit an Lungenkrebs.